# Nicholas A. Kormilev
Nicholas A. Kormilev est un entomologiste d'origine russe, puis de nationalité argentine, né à Yalta (Crimée), le 29 janvier 1901, et mort le 22 avril 1998 à St. Petersburg (Floride, États-Unis). Il était hétéroptériste, c'est-à-dire spécialiste des punaises.

## Biographie
Nicholas A. est le fils de Alexander Nicholas et de Catherine (Sakulin) Kormilev. La première partie de sa vie est mouvementée, marquée par l'instabilité politique de la période, dont la Première Guerre mondiale, et les fréquents déménagements de sa famille en lien avec les affectations militaires de son père, ainsi que son service militaire puis encore la Seconde Guerre mondiale.   
À peine termine-t-il ses études secondaires à Odessa en Ukraine qu'avec les bouleversements de la Révolution russe, il doit rejoindre la Turquie à travers la mer Noire, puis, y étant devenu indésirable, part dans les Balkans, en Yougoslavie, où il fait ses études et la première partie de sa carrière. Il s'inscrit en 1921 à l'Université de Zagreb et obtient un diplôme en agronomie en 1926. Il publie son premier article en 1929 sur la faune des punaises de Yougoslavie, bien que lui-même considérera que ses publications ne commencent qu'en 1936. Il devient professeur à l'école d'Agriculture de Tetovo en 1931-1932, puis rejoint la Direction de l'Agriculture à Skopje comme adjoint (1932-1933), adjoint supérieur (1933-1940), conseiller (1940-1941), pour finalement devenir secrétaire au ministère de l'Agriculture à Belgrade entre 1941 et 1943. En 1940, il est décoré de la croix de l'Ordre royal de Saint-Sava, pour sa participation dans l'armée yougoslave.  
Alors qu'il travaille à Skopje, il fréquente régulièrement le musée d'Histoire naturelle, et entretient des relations avec des spécialistes européens tels que Géza Horváth (en) ou Tadeusz Jaczewski (en), et publie son premier article en 1936. C'est à cette époque qu'il se marie et a un fils, Alexander Nicholas Kormilev. Lorsqu'il est à Belgrade, il collabore également au Département de zoologie du Musée d'Histoire naturelle.  
Après la guerre, il s'exile une nouvelle fois, sans sa femme ni son fils qui restent en Yougoslavie, et en 1947, via Amsterdam, gagne l'Argentine, dont il prend la nationalité, et où il devient chercheur au Muséum national d'Histoire naturelle à Buenos-Aires de 1948 à 1952, puis à l'institut de Sciences naturelles à San Miguel. Il s'y marie à nouveau.  
En 1957, il suit son frère émigré aux États-Unis, mais il n'y trouve pas de travail dans son domaine, et s'engage alors dans une compagnie électrique à New-York, au salaire minimum, où il contrôle la qualité de batteries zinc-argent. Il commence à étudier le matériel des collections du Musée américain d'Histoire naturelle (AMNH). Après sa retraite en 1968, il concentre ses recherches sur les Aradidae (punaises plates) et sur les Phymatinae et travaille sur les collections de différentes institutions américaines et européennes, dont celle du Musée d'histoire naturelle de Vienne, où des types sont déposés.
Il sera invité en 1968 au Bishop Museum à Honolulu (Hawaï) par le Dr. L. Gressitt, où il sera chercheur associé, pendant un an et demi, ce qui lui assure une meilleure situation financière. Il y rédige la majeure partie de sa grande monographie de la sous-famille des « Mezirinae (Aradidae) des régions indomalaises et du Pacifique Sud » de 1971, où il décrit cinq nouveaux genres et 170 nouvelles espèces.
Après un séjour en Australie, il rejoint à nouveau les États-Unis, d'abord à New-York, puis à St. Petersburg en Floride. En 1987, il fait un voyage en Europe, notamment en Bulgarie pour connaître la famille de son fils qu'il n'avait plus vu depuis sa fuite de Belgrade 40 ans plus tôt. 
Ses archives sont conservées pour la plupart à la Smithsonian Institution.

## Apport scientifique
Nicholas A. Kormilev a publié 236 articles d'entomologie, dès 1929, dont 141 sur les Aradidae. Il a décrit de très nombreux taxons d'héréroptères, parmi lesquels une famille, deux sous-familles, six tribus, 105 genres et 1 182 espèces et sous-espèces. Il a également décrit un genre et une sous-espèce dans l'ordre des Neuroptères. 
Il a principalement travaillé sur les Aradidae et les Reduviidae, dont il était un spécialiste reconnu, mais également, avec ses travaux en Argentine, sur les Pentatomidae, les Lygaeidae, les Ochteridae, les Coreidae et les Colobathristidae. 
Sa collection de l'époque de l'époque de sa vie en Yougoslavie est conservée au musée d'Histoire naturelle de Belgrade, et sa riche collection américaine d'Aradidae a été rachetée par Carl John Drake et, après la mort de ce dernier, a été conservée au Musée national d'histoire naturelle des États-Unis de la Smithsonian Institution, à Washington D. C. Kormilev y a également déposé plus tard ses collections de Phymatidae, ainsi que de Buprestidae et de Cicindelidae (Coléoptères). Il a donné une grande partie de ses acquisitions et échanges des vingt dernières années de sa vie, dont des types, à Ernst Heiss (de). 
Il était membre de l'Académie des Sciences de New-York. 

## Quelques publications
Parmi ses publications, on peut mentionner : 
- Kormilev N. A. (1949). La familia "Colobathristidae" Stål en la Argentine con la descripción de tres especies nuevas neotropicales. Acta zoologica Lilloana, 7: 369-383.
- Kormilev N. A. (1951). Notas sobre Colobathristidae neotropicales (Hemiptera) con la descripción de tres géneros y siete especies nuevas. Revista Brasileira de biologia, 11(1): 63:84.
- Kormilev N. A. (1953). Revisión de Micrelytrinae Stål de la Argentina. Con descripción de un género y siete especies nuevas de Argentina, Brasil y Bolivia (Hemiptera, Coriscidae). Revista de la Sociedad Entomológica Argentina, 26(2): 49-66.
- Kormilev N. A. (1954). Notas sobre Coreidae Neotropicales II (Hemiptera): Merocorinae de la Argentina y países limítrofes. Revista ecuatoriana de Entomología y Parasitología, 2 (1-2): 153-186.
- Kormilev N. A. (1955). A new myrmecophil family of Heteroptera from the delta of Rio Parana, Argentina. Revista ecuatoriana de Entomología y Parasitología, 2: 465-477
- Kormilev N. A. (1962). Revision of Phymatinae (Hemiptera, Phymatidae). Philippine Journal of Science, 89: 287-486, pl. 1-19.
- Kormilev N. A. (1969). Thaicorinae, n. subfam. from Thailand (Hemiptera: heteroptera: Piesmatidae). Pacific Insects, 11: 645-648.
- Kormilev N. A. (1971a). Mezirinae of the Oriental Region and South Pacific. Pacific Insects Monographs, 26: 1-165.
- Kormilev N. A. (1971b). Ochteridae from the Oriental and Australia Regions. Pacific Insects, 12: 429-444.
- Kormilev N. A. (1973). Ochteridae from Western ans Southern Africa (Hemiptera: Heteroptera). Occasional Paper of the Californian Academy of Science, 106: 1-9.
- Kormilev N. A. & Popov Y A. (1986) The first find of a Mesozoic aradid bug fossil in North-east Siberia (Hemiptera, Aradidae). Journal of Natural History, 20(2): 279-282.
- Kormilev N. A. & Froeschner R. C. (1987). Flat bugs of the world. A synonymic list (Heteroptera: Aradidae). Entomography, 5: 1-246.

La liste complète de ses publications a été établie et publiée par Richard Froeschner (en) (1995), et par Ernst Heiss (de) (1999).  

## Hommages
Plusieurs taxons ont été nommés en son hommage. Selon BioLib (1 août 2023) :
- Genres
  - Kormilevia Usinger & Matsuda, 1959 (Aradidae)
  - Kormilevida van Doesburg, 1997 (Reduviidae)
- Espèces
  - Adelphophylus kormilevi Protić, 2005 (Miridae)
  - Aegisocoris kormilevi Monteith, 1997 (Aradidae)
  - Agdistocoris kormilevi Cui, Cai & Rabitsch, 2003 (Reduviidae)
  - Agrilus kormilevi Bílý, 1975 (Coleoptera, Buprestidae)
  - Aradus kormilevi Heiss, 1980 (Aradidae)
  - Burgeonia kormilevi (Hoberlandt, 1963) (Aradidae)
  - Catorhintha kormilevi Brailovsky & Garcia, 1987 (Coreidae)
  - Cydamus kormilevi Schaefer, 1996 (Alydidae)
  - Discocoris kormilevi Viana & Carpintero, 1981 (Thaumastocoridae)
  - Heterobarcinus kormilevi (Bai, Heiss & Cai, 2006) (Aradidae)
  - Lophoscutus kormilevi (Zayas, 1966) (Reduviidae)
  - Oedancala kormilevi Slater, 1955 (Lygaeidae)
  - Taphrocerus kormilevi Cobos, 1956 (Coleoptera, Buprestidae)
  - Torvochrimnus kormilevi Brailovsky, 1983 (Lygaeidae)

## Taxons décrits
Nicholas A. Kormilev a décrit plus de 1 200 taxons, parmi lesquels on peut mentionner, au rang supra-générique, les suivants : 
- Discocorinae Kormilev, 1955 (Thaumastocoridae)
- Thaicorinae Kormilev, 1969 (Piesmatidae)
- Vianaidinae Kormilev, 1955 (Tingidae)
- Llaimacorini Kormilev & Froeschner, 1987 (Aradidae)
- Tretocorini Kormilev & Froeschner, 1987 (Aradidae)
- Merocorini Kormilev, 1954 (Coreidae)
- Meropachyni Kormilev, 1954 (Coreidae)
- Spathophorini Kormilev, 1954 (Coreidae)
- Robinsonocorini Kormilev, 1952 (Lygaeidae)

Les genres décrits par N. A. Kormilev sont les suivants :
- Alydidae
  - Bactrocoris Kormilev, 1953
- Aradidae
  - Aegisocoris Kormilev, 1967
  - Aellocoris Kormilev, 1964
  - Aneurus (Aneurillus) Kormilev, 1968
  - Apianocoris Kormilev, 1983
  - Aparilocoris Kormilev, 1983
  - Apterocoris Kormilev & Doesburg, 1977
  - Aradiolus Kormilev, 1967
  - Arbanatus Kormilev, 1951
  - Argocoris Kormilev, 1967
  - Aspisocoris Kormilev, 1967
  - Atactocoris Kormilev, 1964
  - Axapisocoris Kormilev & Heiss, 1979
  - Biroana Kormilev, 1957
  - Caecicoris Kormilev, 1957
  - Chapadia Kormilev, 1960
  - Chelysosoma Kormilev, 1956
  - Chrysodaspis Kormilev, 1971
  - Clavicornia Kormilev, 1960
  - Delnocoris Kormilev, 1982
  - Dihybogaster Kormilev, 1953
  - Dimifaia Kormilev, 1971
  - Diphyllonotus Kormilev, 1959
  - Drakeida Kormilev, 1958
  - Erineocoris Kormilev, 1960
  - Eunotoplocoris Kormilev, 1957
  - Euricoris Kormilev, 1957
  - Forficulassa Kormilev, 1960
  - Froeschnerissa Kormilev, 1986
  - Glyptoaptera Kormilev, 1965
  - Gnostocoris Kormilev, 1967
  - Halaszfya Kormilev, 1960
  - Heissia Kormilev, 1986
  - Kaulocoris Kormilev, 1971
  - Kelaino Kormilev, 1963
  - Kema Kormilev, 1955
  - Kiritshenkiana Kormilev, 1976
  - Kiritshenkiessa Kormilev, 1971
  - Leiocoris Kormilev, 1971
  - Leurocoris Kormilev, 1971
  - Libiocoris Kormilev, 1957
  - Limonocoris Kormilev, 1971
  - Llaimacoris Kormilev, 1964
  - Magdalenia Kormilev, 1983
  - Mapiri Kormilev, 1959
  - Micromezira Kormilev, 1967
  - Morphocoris Kormilev, 1980
  - Odontonotus Kormilev, 1955
  - Paracalisiopsis Kormilev, 1963
  - Paracalisius Kormilev, 1974
  - Paracarventus Kormilev, 1964
  - Parahesus Kormilev, 1960
  - Paramezira Kormilev, 1974
  - Parapictinus Kormilev, 1956
  - Pararhombocoris Kormilev, 1990
  - Parartabanus Kormilev, 1972
  - Pelecoris Kormilev, 1971
  - Probatoceps Kormilev, 1965
  - Pseudoargocoris Kormilev, 1992
  - Pseudopictinus Kormilev, 1966
  - Rhynchomirus Kormilev, 1976
  - Rustem Kormilev, 1957
  - Santaremia Kormilev, 1960
  - Scirrocoris Kormilev, 1965
  - Scironocoris Kormilev, 1957
  - Usingerida Kormilev, 1955
  - Usumbaraia Kormilev, 1956
  - Zimera Kormilev, 1980
- Coreidae
  - Paralycambes Kormilev, 1954
- Colobathristidae
  - Carvalhoia Kormilev, 1951
  - Labradoria Kormilev, 1951
  - Neocolobathristes Kormilev, 1951
  - Paraelopura Kormilev, 1953
  - Perudella Kormilev, 1949
- Lygaeidae
  - Karamania Kovmilev, 1938
  - Riggiella Kormilev, 1949
  - Robinsonocoris Kormilev, 1952
- Pentatomidae
  - Daimonocoris Kormilev, 1951
  - Harpagogaster Kormilev, 1957
  - Neoadoxoplatys Kormilev, 1956
  - Neoleprosoma Kormilev, 1952
  - Ornithosoma Kormilev, 1957
  - Prionotocoris Kormilev, 1955
  - Ramosiana Kormilev, 1950
  - Willinerinia Kormilev, 1950
- Phymatidae
  - Agdistocoris Kormilev, 1962
  - Bakerinia Kormilev, 1962
  - Phymata (Euryphymata) Kormilev, 1962
  - Hoberlandtiana Kormilev & Doesburg, 1986
  - Kelainocoris Kormilev, 1963
  - Macrocephalus (Lophoscutus) Kormilev, 1951
  - Phymata (Neoanthylla) Kormilev, 1951
  - Phymata (Neophymata) Kormilev, 1962
  - Parabotha Kormilev, 1984
  - Paraphymata Kormilev, 1962
  - Phymatispa Kormilev, 1951
  - Phymatocoris Kormilev & Doesburg, 1991
- Piesmatidae
  - Thaicoris Kormilev, 1969
- Thaumastocoridae
  - Discocoris Kormilev, 1955
- Vianaidinae
  - Vianaida Kormilev, 1955
- Mantispidae
  - Paramantispa Williner & Kormilev, 1959

Pour la liste des espèces décrites par N. A. Komilev, voir Froeschner (1995) pp. 526-547.